# Mięsień skośny górny głowy

Mięsień skośny górny głowy

Mięsień skośny górny głowy (łac. musculus obliquus capitis superior) – w anatomii człowieka mięsień należący do grupy mięśni podpotylicznych, zaliczanych do głębokich mięśni grzbietu. Położony jest w obrębie karku, do tyłu i bocznie od stawu szczytowo-potylicznego. Przyczep początkowy ma na wyrostku poprzecznym kręgu szczytowego, biegnie skośnie w górę i przyśrodkowo, kończąc się na kości potylicznej pod częścią boczną kresy karkowej dolnej. Jego brzeg przyśrodkowy, razem z brzegiem przyśrodkowym mięśnia skośnego dolnego głowy i brzegiem bocznym mięśnia prostego tylnego większego głowy, wytwarza trójkąt podpotyliczny (trigonum suboccipitale) – trójkątną szczelinę między mięśniami odsłaniającą boczną część łuku tylnego kręgu szczytowego, tętnicę kręgową i nerw podpotyliczny. Unerwiony jest przez nerw podpotyliczny, pochodzący z gałęzi tylnej nerwu szyjnego C1.